# Slottsmöllan, Malmö
Slottsmöllan är en väderkvarn som ligger sydväst om slottet Malmöhus i Malmö. Den byggdes 1851 och är av holländsk typ. 
Tidigare var möllor en vanlig del av landskapet i Malmö, men Slottsmöllan är idag den sista möllan innanför Malmös kanaler. 

## Historia[2]
Slottsmöllan är byggd på resterna av bastion Stenbock, vilket är en av de fyra bastionerna som uppfördes efter freden i Roskilde då svenskarna ville förstärka Malmöhus slott. Dessa revs dock under tidigt 1800-tal när slottet genomgick stora förändringar för att kunna användas som fängelse. 
1663 byggdes här en stubbamölla som var i bruk i nästan 200 år tills den brann ner 1849 i samband med underhållningsarbete. Två år senare var kvarnen vi ser idag färdigbyggd.1854 uppfördes en ny en magasinsbyggnad och en möllarebostad.
Malmö stad tog över byggnaderna från kronan 1895 och de är numera en del av Malmö museum. 
Slottsmöllan och möllarbostaden med trädgård blev 1993 ett byggnadsminne på grund av sitt höga kulturhistoriska värde.  